# Roger George
Roger George (* 3. April 1921 in Alassio; † 25. Februar 1998 in Kiel) war ein schweizerisch-deutscher Tänzer, Pantomime, Choreograf, Ballettmeister und Tanzpädagoge.

## Leben und Wirken
Roger George wuchs mit zwei Geschwistern in Château-d’Oex und ab 1930 in Bern auf. Seine alleinerziehende Mutter war Pianistin, und er erhielt schon als Kind Klavierunterricht. Er durfte zuschauen, wenn seine Mutter in der Tanzschule von Else Hausin als Klavierbegleiterin arbeitete, begeisterte sich für Tanz und konnte dort am Dalcroze-basierten Unterricht teilnehmen. Auf Wunsch des Vaters musste er eine Lehre als Schaufenster-Dekorateur absolvieren und arbeitete anschliessend freischaffend in diesem Beruf. Er nahm jedoch weiter Tanzunterricht und trat ab 1937 auch mit der Tanzgruppe von Else Hausin auf. Ab 1939 ergänzte er diese Ausbildung bei Beatrice Tschumi, Walter Kleiber, Lisa Mutschelknaus und Irina Grjebina auch im klassischen Tanz. Vertiefende Kurse bei Boris Kniaseff, Alexander Volinine und Olga Preobrajenska in Paris kamen später hinzu.
Sein erstes Theaterengagement hatte George 1946–1948 als Tänzer unter Heinz Rosen am Stadttheater Basel, danach folgten die Spielzeiten 1948–1950 unter Hans Macke am Stadttheater Zürich und 1950–1952 unter Kurt Jooss als Solist beim Folkwang-Tanz-Theater in Essen. Seine wichtigsten Rollen waren hier der Fahnenträger in Der Grüne Tisch (Musik: Fritz Cohen) und der feine Herr in Großstadt (Musik: Alexandre Tansman). 1952/1953 führte ihn ein Engagement ans Landestheater Darmstadt. 1953/1954 war er als Gast an der Städtischen Bühne Heidelberg tätig, 1954/1955 wurde er dort stellvertretender Ballettmeister und schuf hier seine erste Ballettchoreografie Isla Persa (Musik: Raffaele d’Alessandro). 1955/1956 war er dort wiederum als Gast engagiert. 1956–1960 war er Solotänzer am Nationaltheater Mannheim, wo er in Mary Wigmans Choreografien Catulli Carmina, Carmina Burana und Alkestis tanzte. 1956 war er Solist im Bacchanal von Wieland Wagners Tannhäuser-Inszenierung und choreografischer Assistent für Richard Wagners Die Meistersinger von Nürnberg in Bayreuth. 1960–1963 arbeitete George wiederum als Solotänzer an der Städtischen Bühne Heidelberg, 1963–1967 als Ballettmeister an den Städtischen Bühnen Essen (Opernhaus) und 1967/1968 in Oberhausen. Schliesslich war er von 1968 bis 1970 Professor an der Tanzabteilung der Staatlichen Universität Bahia/Salvador (Brasilien).
Roger George «war der wichtigste Vertreter des männlichen Ausdruckstanzes der Nachkriegszeit» in der Nachfolge von Harald Kreutzberg. Seit den 1940er Jahren gab er, auch parallel zu seinen Theaterengagements, vor allem Solo- und Kammertanzabende, zuerst mit Aenne Goldschmidt-Michel, von 1950 bis 1952 mit Elsie Lanz, dann mit Inga Weiss und 1953 mit Hilde Baumann, ab 1954 nur noch solistisch. Bis zum Ende seiner aktiven Tänzerlaufbahn 1983 absolvierte er über 1000 solistische Gastspiele im In- und Ausland.
1944 hatte er vorübergehend eine eigene Schule in Bern. Seit 1970 unterrichtete er u. a. an der Lola-Rogge-Schule in Hamburg, an der Irene-Olk-Schule in Lübeck, in Klappholttal auf Sylt und an der Ellen-Cleve-Schule in Kiel. 1971 gründete er mit seiner Frau Ute George und Marianne Vibach-Schubart eine heute noch existente Kinderschauspielschule in Lübeck. Roger George hatte ab 1963 mehrere Fernsehproduktionen, unter anderem Tänze und Tiere, und wirkte in der Choreografie von Heinz Rosen 1955 in der Filmproduktion Stern von Rio als Tänzer mit. Sein tanzbezüglicher Nachlass ist im Deutschen Tanzarchiv Köln archiviert.

## Auszeichnungen
- 1961: Antonio-Viotti-Preis (von Vercelli)